# Cocoon: The Return (soundtrack)
Cocoon: The Return is de originele soundtrack, gecomponeerd en gedirigeerd door James Horner voor de film Cocoon: The Return uit 1988 van Daniel Petrie. Het album werd uitgebracht in 1988 door Varèse Sarabande.
Horner die eerder de soundtrack voor Cocoon schreef, keerde terug voor het vervolg. De partituur werd uitgevoerd door het Hollywood Studio Symphony. De muziek werd opgenomen en gemixt door Shawn Murphy.

## Tracklijst
Alle nummers geschreven door James Horner.

| 1.                 | Returning Home               | 6:05  |
| 2.                 | Taking Bernie to the Beach   | 4:31  |
| 3.                 | Joe's Gift                   | 8:06  |
| 4.                 | Rememberances / The Break-In | 8:24  |
| 5.                 | Basketball Swing             | 6:58  |
| 6.                 | Jack's Future                | 2:44  |
| 7.                 | Growing Old                  | 1:58  |
| 8.                 | Good Friend                  | 3:16  |
| 9.                 | Rescue / The Acension        | 11:29 |
| Totale duur: 53:31 |                              |       |

## Personeel
- Malcolm McNab – trompet (solist)
- Sheridon Stokes – fluit (solist)